# AFC Champions League 2005
AFC Champions League 2005 là phiên bản thứ 24 của giải bóng đá câu lạc bộ cấp cao nhất châu Á và là phiên bản thứ 3 dưới danh hiệu AFC Champions League hiện tại. Đương kim vô địch Al-Ittihad bảo vệ thành công chức vô địch sau khi vượt qua Al Ain với tổng tỉ số 5-3. Họ cũng có suất tham dự Giải vô địch bóng đá thế giới các câu lạc bộ 2005.

## Thể thức
Vòng bảng
28 câu lạc bộ được chia thành 7 bảng dựa trên khu vực, tức là các câu lạc bộ Đông Á và Đông Nam Á được xếp vào bảng E đến G, trong khi các câu lạc bộ còn lại được xếp vào bảng A đến D. Mỗi câu lạc bộ chơi vòng tròn hai lượt (nhà và sân khách) với ba đội còn lại trong bảng, tổng cộng có 6 trận đấu. Các câu lạc bộ nhận được 3 điểm cho một trận thắng, 1 điểm cho một trận hòa, 0 điểm cho một trận thua. Các câu lạc bộ được xếp hạng theo điểm và chỉ số phụ(nếu phải xét đến) theo thứ tự sau:
- Điểm đối đầu giữa các đội liên quan
- Hiệu số bàn thắng đối đầu giữa các đội liên quan
- Số bàn thắng đối đầu giữa các đội liên quan
- Điểm kiếm được trong tất cả các trận đấu bảng
- Hiệu số bàn thắng trong tất cả các trận đấu bảng
- Số bàn thắng trong tất cả các trận đấu bảng

Bảy đội nhất bảng cùng đội đương kim vô địch tiến vào tứ kết.
Vòng Knockout
8 câu lạc bộ được bốc thăm ngẫu nhiên; tuy nhiên, các câu lạc bộ từ cùng một quốc gia không thể đối đầu với nhau trong vòng tứ kết. Các trận đấu được diễn ra theo thể thức hai lượt, sân nhà và sân khách, và tổng tỉ số quyết định đội thắng trong cặp đấu. Nếu tổng tỉ số giữa hai đội bằng nhau, "luật bàn thắng sân khách" được áp dụng. Nếu số bàn thắng vẫn bằng nhau, các câu lạc bộ sẽ thi đấu hai hiệp phụ, trong đó "luật bàn thắng sân khách" vẫn được áp dụng. Nếu tổng tỉ số vẫn bằng nhau,hai đội sẽ bước vào loạt sút luân lưu.

## Vòng bảng

### Bảng A
| Đội        | ST | T | H | B | BT | BB | HS | Đ  |
| ---------- | -- | - | - | - | -- | -- | -- | -- |
| PAS        | 6  | 5 | 1 | 0 | 12 | 4  | +8 | 16 |
| Al Salmiya | 6  | 3 | 0 | 3 | 8  | 9  | −1 | 9  |
| Al Rayyan  | 6  | 2 | 1 | 3 | 6  | 7  | −1 | 7  |
| Al Shurta  | 6  | 0 | 2 | 4 | 2  | 8  | −6 | 2  |

| PAS | 2–1 | Al Rayyan |
| --- | --- | --------- |
|     |     |           |

| Al Salmiya | 3–1 | Al Shurta |
| ---------- | --- | --------- |
|            |     |           |

| Al Shurta | 1–1 | PAS |
| --------- | --- | --- |
|           |     |     |

| Al Rayyan | 2–1 | Al Salmiya |
| --------- | --- | ---------- |
|           |     |            |

| Al Rayyan | 2–0 | Al Shurta |
| --------- | --- | --------- |
|           |     |           |

| PAS | 5–1 | Al Salmiya |
| --- | --- | ---------- |
|     |     |            |

| Al Shurta | 0–0 | Al Rayyan |
| --------- | --- | --------- |
|           |     |           |

| Al Salmiya | 0–1 | PAS |
| ---------- | --- | --- |
|            |     |     |

| Al Shurta | 0–1 | Al Salmiya |
| --------- | --- | ---------- |
|           |     |            |

| Al Rayyan | 1–2 | PAS |
| --------- | --- | --- |
|           |     |     |

| PAS | 1–0 | Al Shurta |
| --- | --- | --------- |
|     |     |           |

| Al Salmiya | 2–0 | Al Rayyan |
| ---------- | --- | --------- |
|            |     |           |

### Bảng B
| Đội       | ST | T | H | B | BT | BB | HS  | Đ  |
| --------- | -- | - | - | - | -- | -- | --- | -- |
| Al Ain    | 6  | 4 | 1 | 1 | 13 | 6  | +7  | 13 |
| Sepahan   | 6  | 3 | 2 | 1 | 10 | 6  | +4  | 11 |
| Al Shabab | 6  | 3 | 1 | 2 | 7  | 7  | 0   | 10 |
| Al Wahda  | 6  | 0 | 0 | 6 | 5  | 16 | −11 | 0  |

| Al Ain | 3–0 | Al Wahda |
| ------ | --- | -------- |
|        |     |          |

| Al Shabab | 1–1 | Sepahan |
| --------- | --- | ------- |
|           |     |         |

| Al Wahda | 1–2 | Al Shabab |
| -------- | --- | --------- |
|          |     |           |

| Sepahan | 1–1 | Al Ain |
| ------- | --- | ------ |
|         |     |        |

| Al Wahda | 1–3 | Sepahan |
| -------- | --- | ------- |
|          |     |         |

| Al Ain | 3–0 | Al Shabab |
| ------ | --- | --------- |
|        |     |           |

| Al Shabab | 1–0 | Al Ain |
| --------- | --- | ------ |
|           |     |        |

| Sepahan | 2–0 | Al Wahda |
| ------- | --- | -------- |
|         |     |          |

| Al Wahda | 2–3 | Al Ain |
| -------- | --- | ------ |
|          |     |        |

| Sepahan | 1–0 | Al Shabab |
| ------- | --- | --------- |
|         |     |           |

| Al Ain | 3–2 | Sepahan |
| ------ | --- | ------- |
|        |     |         |

| Al Shabab | 3–1 | Al Wahda |
| --------- | --- | -------- |
|           |     |          |

### Bảng C
| Đội       | ST | T | H | B | BT | BB | HS | Đ  |
| --------- | -- | - | - | - | -- | -- | -- | -- |
| Al Sadd   | 6  | 4 | 0 | 2 | 8  | 6  | +2 | 12 |
| Neftchi   | 6  | 3 | 0 | 3 | 8  | 7  | +1 | 9  |
| Al Kuwait | 6  | 2 | 1 | 3 | 5  | 6  | −1 | 7  |
| Al-Ahli   | 6  | 2 | 1 | 3 | 8  | 10 | −2 | 7  |

| Neftchi | 1–0 | Al Kuwait |
| ------- | --- | --------- |
|         |     |           |

| Al Sadd | 2–0 | Al-Ahli |
| ------- | --- | ------- |
|         |     |         |

| Al Kuwait | 0–1 | Al Sadd |
| --------- | --- | ------- |
|           |     |         |

| Al-Ahli | 3–0 | Neftchi |
| ------- | --- | ------- |
|         |     |         |

| Neftchi | 2–0 | Al Sadd |
| ------- | --- | ------- |
|         |     |         |

| Al Kuwait | 1–0 | Al-Ahli |
| --------- | --- | ------- |
|           |     |         |

| Al-Ahli | 3–3 | Al Kuwait |
| ------- | --- | --------- |
|         |     |           |

| Al Sadd | 3–2 | Neftchi |
| ------- | --- | ------- |
|         |     |         |

| Al Kuwait | 1–0 | Neftchi |
| --------- | --- | ------- |
|           |     |         |

| Al-Ahli | 2–1 | Al Sadd |
| ------- | --- | ------- |
|         |     |         |

| Neftchi | 3–0 | Al-Ahli |
| ------- | --- | ------- |
|         |     |         |

| Al Sadd | 1–0 | Al Kuwait |
| ------- | --- | --------- |
|         |     |           |

1. ↑  awarded 3–0 to Neftchi because Al-Ahli failed to show up.

### Bảng D
| Đội       | ST | T | H | B | BT | BB | HS  | Đ  |
| --------- | -- | - | - | - | -- | -- | --- | -- |
| Al-Ahli   | 6  | 5 | 0 | 1 | 18 | 5  | +13 | 15 |
| Pakhtakor | 6  | 3 | 0 | 3 | 9  | 8  | +1  | 9  |
| Al-Zawra  | 6  | 2 | 1 | 3 | 6  | 13 | −7  | 7  |
| Al-Jaish  | 6  | 1 | 1 | 4 | 7  | 14 | −7  | 4  |

| Al-Zawra | 1–2 | Al-Ahli |
| -------- | --- | ------- |
|          |     |         |

| Al-Jaish | 0–2 | Pakhtakor |
| -------- | --- | --------- |
|          |     |           |

| Al-Ahli | 3–1 | Al-Jaish |
| ------- | --- | -------- |
|         |     |          |

| Pakhtakor | 1–2 | Al-Zawra |
| --------- | --- | -------- |
|           |     |          |

| Al-Zawra | 1–5 | Al-Jaish |
| -------- | --- | -------- |
|          |     |          |

| Al-Ahli | 3–0 | Pakhtakor |
| ------- | --- | --------- |
|         |     |           |

| Pakhtakor | 2–1 | Al-Ahli |
| --------- | --- | ------- |
|           |     |         |

| Al-Jaish | 0–0 | Al-Zawra |
| -------- | --- | -------- |
|          |     |          |

| Al-Ahli | 5–1 | Al-Zawra |
| ------- | --- | -------- |
|         |     |          |

| Pakhtakor | 4–1 | Al-Jaish |
| --------- | --- | -------- |
|           |     |          |

| Al-Zawra | 1–0 | Pakhtakor |
| -------- | --- | --------- |
|          |     |           |

| Al-Jaish | 0–4 | Al-Ahli |
| -------- | --- | ------- |
|          |     |         |

### Bảng E
| Đội                     | ST | T | H | B | BT | BB | HS  | Đ  |
| ----------------------- | -- | - | - | - | -- | -- | --- | -- |
| Thâm Quyến              | 6  | 4 | 1 | 1 | 9  | 3  | +6  | 13 |
| Suwon Samsung Bluewings | 6  | 4 | 1 | 1 | 14 | 3  | +11 | 13 |
| Jubilo Iwata            | 6  | 3 | 0 | 3 | 11 | 4  | +7  | 9  |
| Hoàng Anh Gia Lai       | 6  | 0 | 0 | 6 | 1  | 25 | −24 | 0  |

| Thâm Quyến | 1–0 | Jubilo Iwata |
| ---------- | --- | ------------ |
|            |     |              |

| Hoàng Anh Gia Lai | 1–5 | Suwon Samsung Bluewings |
| ----------------- | --- | ----------------------- |
|                   |     |                         |

| Jubilo Iwata | 6–0 | Hoàng Anh Gia Lai |
| ------------ | --- | ----------------- |
|              |     |                   |

| Suwon Samsung Bluewings | 0–0 | Thâm Quyến |
| ----------------------- | --- | ---------- |
|                         |     |            |

| Thâm Quyến | 5–0 | Hoàng Anh Gia Lai |
| ---------- | --- | ----------------- |
|            |     |                   |

| Jubilo Iwata | 0–1 | Suwon Samsung Bluewings |
| ------------ | --- | ----------------------- |
|              |     |                         |

| Suwon Samsung Bluewings | 2–1 | Jubilo Iwata |
| ----------------------- | --- | ------------ |
|                         |     |              |

| Hoàng Anh Gia Lai | 0–2 | Thâm Quyến |
| ----------------- | --- | ---------- |
|                   |     |            |

| Jubilo Iwata | 3–0 | Thâm Quyến |
| ------------ | --- | ---------- |
|              |     |            |

| Suwon Samsung Bluewings | 6–0 | Hoàng Anh Gia Lai |
| ----------------------- | --- | ----------------- |
|                         |     |                   |

| Thâm Quyến | 1–0 | Suwon Samsung Bluewings |
| ---------- | --- | ----------------------- |
|            |     |                         |

| Hoàng Anh Gia Lai | 0–1 | Jubilo Iwata |
| ----------------- | --- | ------------ |
|                   |     |              |

### Bảng F
| Đội                 | ST | T | H | B | BT | BB | HS  | Đ  |
| ------------------- | -- | - | - | - | -- | -- | --- | -- |
| Sơn Đông Lỗ Năng    | 6  | 6 | 0 | 0 | 15 | 2  | +13 | 18 |
| Yokohama F. Marinos | 6  | 4 | 0 | 2 | 10 | 4  | +6  | 12 |
| PSM Makassar        | 6  | 1 | 1 | 4 | 4  | 14 | −10 | 4  |
| BEC Tero            | 6  | 0 | 1 | 5 | 3  | 12 | −9  | 1  |

| BEC Tero | 0–1 | PSM Makassar |
| -------- | --- | ------------ |
|          |     |              |

| Yokohama F. Marinos | 0–1 | Sơn Đông Lỗ Năng |
| ------------------- | --- | ---------------- |
|                     |     |                  |

| PSM Makassar | 0–2 | Yokohama F. Marinos |
| ------------ | --- | ------------------- |
|              |     |                     |

| Sơn Đông Lỗ Năng | 1–0 | BEC Tero |
| ---------------- | --- | -------- |
|                  |     |          |

| PSM Makassar | 0–1 | Sơn Đông Lỗ Năng |
| ------------ | --- | ---------------- |
|              |     |                  |

| BEC Tero | 1–2 | Yokohama F. Marinos |
| -------- | --- | ------------------- |
|          |     |                     |

| Sơn Đông Lỗ Năng | 6–1 | PSM Makassar |
| ---------------- | --- | ------------ |
|                  |     |              |

| Yokohama F. Marinos | 2–0 | BEC Tero |
| ------------------- | --- | -------- |
|                     |     |          |

| PSM Makassar | 2–2 | BEC Tero |
| ------------ | --- | -------- |
|              |     |          |

| Sơn Đông Lỗ Năng | 2–1 | Yokohama F. Marinos |
| ---------------- | --- | ------------------- |
|                  |     |                     |

| BEC Tero | 0–4 | Sơn Đông Lỗ Năng |
| -------- | --- | ---------------- |
|          |     |                  |

| Yokohama F. Marinos | 3–0 | PSM Makassar |
| ------------------- | --- | ------------ |
|                     |     |              |

### Bảng G
| Đội          | ST | T | H | B | BT | BB | HS  | Đ  |
| ------------ | -- | - | - | - | -- | -- | --- | -- |
| Busan I'Park | 6  | 6 | 0 | 0 | 25 | 0  | +25 | 18 |
| Krung Thai   | 6  | 3 | 0 | 3 | 5  | 9  | −4  | 9  |
| Persebaya    | 6  | 1 | 1 | 4 | 2  | 10 | −8  | 4  |
| Bình Định    | 6  | 1 | 1 | 4 | 2  | 15 | −13 | 4  |

| Busan I'Park | 8–0 | Bình Định |
| ------------ | --- | --------- |
|              |     |           |

| Persebaya | 1–2 | Krung Thai |
| --------- | --- | ---------- |
|           |     |            |

| Bình Định | 0–0 | Persebaya |
| --------- | --- | --------- |
|           |     |           |

| Krung Thai | 0–2 | Busan I'Park |
| ---------- | --- | ------------ |
|            |     |              |

| Bình Định | 1–2 | Krung Thai |
| --------- | --- | ---------- |
|           |     |            |

| Busan I'Park | 4–0 | Persebaya |
| ------------ | --- | --------- |
|              |     |           |

| Krung Thai | 0–1 | Bình Định |
| ---------- | --- | --------- |
|            |     |           |

| Persebaya | 0–3 | Busan I'Park |
| --------- | --- | ------------ |
|           |     |              |

| Bình Định | 0–4 | Busan I'Park |
| --------- | --- | ------------ |
|           |     |              |

| Krung Thai | 1–0 | Persebaya |
| ---------- | --- | --------- |
|            |     |           |

| Busan I'Park | 4–0 | Krung Thai |
| ------------ | --- | ---------- |
|              |     |            |

| Persebaya | 1–0 | Bình Định |
| --------- | --- | --------- |
|           |     |           |

## Vòng loại trực tiếp

### Sơ đồ
|  | Tứ kết              | Tứ kết | Tứ kết     | Tứ kết |   |             | Bán kết | Bán kết | Bán kết | Bán kết |  |  | Chung kết | Chung kết | Chung kết | Chung kết |  |
|  |                     |        |            |        |   |             |         |         |         |         |  |  |           |           |           |           |  |
|  | Al Ain (a)          | 1      | 3          | 4      |   |             |         |         |         |         |  |  |           |           |           |           |  |
|  | Al Ain (a)          | 1      | 3          | 4      |   |             |         |         |         |         |  |  |           |           |           |           |  |
|  | PAS                 | 1      | 3          | 4      |   |             |         |         |         |         |  |  |           |           |           |           |  |
|  | PAS                 | 1      | 3          | 4      |   | Al Ain      | 6       | 0       | 6       |         |  |  |           |           |           |           |  |
|  |                     |        |            |        |   | Al Ain      | 6       | 0       | 6       |         |  |  |           |           |           |           |  |
|  |                     |        | Thâm Quyến | 0      | 0 | 0           |         |         |         |         |  |  |           |           |           |           |  |
|  | Al-Ahli             | 2      | Thâm Quyến | 0      | 0 | 0           | 1       | 3       |         |         |  |  |           |           |           |           |  |
|  | Al-Ahli             | 2      |            |        |   |             |         |         |         |         |  |  |           |           |           |           |  |
|  | Thâm Quyến (s.h.p.) | 1      | 3          | 4      |   |             |         |         |         |         |  |  |           |           |           |           |  |
|  | Thâm Quyến (s.h.p.) | 1      | 3          | 4      |   | Al Ain      | 1       | 2       | 3       |         |  |  |           |           |           |           |  |
|  |                     |        |            |        |   |             |         |         |         |         |  |  |           |           |           |           |  |
|  |                     |        | Al-Ittihad | 1      | 4 | 5           |         |         |         |         |  |  |           |           |           |           |  |
|  | Busan IPark         | 3      | Al-Ittihad | 1      | 4 | 5           | 2       | 5       |         |         |  |  |           |           |           |           |  |
|  | Busan IPark         | 3      |            |        |   |             |         |         |         |         |  |  |           |           |           |           |  |
|  | Al Sadd             | 0      | 1          | 1      |   |             |         |         |         |         |  |  |           |           |           |           |  |
|  | Al Sadd             | 0      | 1          | 1      |   | Busan IPark | 0       | 0       | 0       |         |  |  |           |           |           |           |  |
|  |                     |        |            |        |   | Busan IPark | 0       | 0       | 0       |         |  |  |           |           |           |           |  |
|  |                     |        | Al-Ittihad | 5      | 2 | 7           |         |         |         |         |  |  |           |           |           |           |  |
|  | Sơn Đông Lỗ Năng    | 1      | Al-Ittihad | 5      | 2 | 7           | 2       | 3       |         |         |  |  |           |           |           |           |  |
|  | Sơn Đông Lỗ Năng    | 1      |            |        |   |             |         |         |         |         |  |  |           |           |           |           |  |
|  | Al-Ittihad          | 1      | 7          | 8      |   |             |         |         |         |         |  |  |           |           |           |           |  |

### Tứ kết
| Đội 1            | TTS     | Đội 2      | Lượt đi | Lượt về      |
| ---------------- | ------- | ---------- | ------- | ------------ |
| Busan I'Park     | 5–1     | Al Sadd    | 3–0     | 2–1          |
| Sơn Đông Lỗ Năng | 3–8     | Al-Ittihad | 1–1     | 2–7          |
| Al Ain           | 4–4 (a) | PAS        | 1–1     | 3–3          |
| Al-Ahli          | 3–4     | Thâm Quyến | 2–1     | 1–3 (s.h.p.) |

### Bán kết
| Đội 1        | TTS | Đội 2      | Lượt đi | Lượt về |
| ------------ | --- | ---------- | ------- | ------- |
| Busan I'Park | 0–7 | Al-Ittihad | 0–5     | 0–2     |
| Al Ain       | 6–0 | Thâm Quyến | 6–0     | 0–0     |

### Chung kết
| Đội 1  | TTS | Đội 2      | Lượt đi | Lượt về |
| ------ | --- | ---------- | ------- | ------- |
| Al Ain | 3–5 | Al-Ittihad | 1–1     | 2–4     |

#### Lượt đi
| Al Ain         | 1–1 | Al-Ittihad         |
| -------------- | --- | ------------------ |
| Ali Msarri 51' |     | Kallon 86' (ph.đ.) |

#### Lượt về
| Al-Ittihad                                    | 4–2 | Al Ain                                  |
| --------------------------------------------- | --- | --------------------------------------- |
| Kallon 2' · Noor 33' · Job 56' · Al-Dokhi 67' |     | Shehab Ahmed 55' (ph.đ.) · Tejada 90+1' |

Al-Ittihad thắng với tổng tỉ số 5–3.